# Laurence Fishburne
Laurence Fishburne est un acteur, producteur et réalisateur américain, né le 30 juillet 1961 à Augusta (Géorgie).

## Biographie

### Jeunesse et formation
Après avoir passé son enfance à Brooklyn, Laurence John Fishburne III suit ses études secondaires à la High School of Performing Arts (en) de Manhattan, puis il intègre le célèbre cours d'art dramatique, l'Actors Studio, où il apprend le métier d'acteur.

### Carrière
Parfois crédité sous le prénom de Larry, il commence sa carrière en 1976, alors qu'il n'a que 14 ans, en rejoignant Francis Ford Coppola dans Apocalypse Now.
Les années 1990 viennent marquer l'apogée de cet acteur afro-américain. Il est même nommé pour l'Oscar du meilleur premier rôle masculin pour son interprétation d'Ike Turner, le mari violent de Tina Turner, dans le film consacré à la vie de la chanteuse : Tina.
En 1995, il est le premier Afro-Américain à jouer dans Othello. Il acquiert définitivement sa place à Hollywood avec son rôle de Morpheus dans Matrix en 1999.
Le 18 août 2008 dans un communiqué, CBS a déclaré que Laurence Fishburne remplacerait l'acteur William Petersen dans la série Les Experts lors du dixième épisode de la neuvième saison, qui marque le départ du personnage de Gil Grissom, interprété par Petersen. Fishburne est annoncé dans le rôle du Dr Raymond Langston, un ancien pathologiste qui donne des cours sur la criminalistique,. Après avoir tourné dans la moitié de la neuvième saison, et la totalité des dixième et onzième saisons, il est annoncé en juin 2011 que l'acteur n'a pas renouvelé son contrat pour la douzième saison.
En 2024, il est au casting de Megalopolis, le nouveau film de Francis Ford Coppola.

### Vie privée
Il a épousé le 20 septembre 2002 Gina Torres, rencontrée sur le tournage de Matrix, qui est plus connue pour ses rôles dans les séries télévisées Angel, 24 heures chrono et Suits.
Ensemble, ils ont une fille, Delilah Torres Fishburne. Ils divorcent en 2018 après 15 ans de mariage,.
Il a eu un fils, Langton, et une fille, Montana Fishburne, de son union avec Hajna O. Moss.

## Théâtre

### Acteur
- 1976 : Eden de Steve Carter
- 1985 : Short Eyes de Miguel Piñero
- 1988 : Urban Blight
- 1988 : Loose Ends
- 1992 : Two Trains Running de August Wilson
- 1995 : Riff-Raff de Laurence Fishburne
- 1999 : The Lion in Winter de James Goldman
- 2006 : Fences
- 2006 : Without Walls
- 2008 : Thurgood de George Stevens Jr.

### Dramaturge
- 1995 : Riff-Raff de Laurence Fishburne

## Filmographie

### Cinéma

#### Années 1970
- 1975 : Cornbread, Earl and Me de Joseph Manduke : Wilford Robinson
- 1979 : Fast Break de Jack Smight : enfant des rues
- 1979 : Apocalypse Now de Francis Ford Coppola : Tyrone 'Clean' Miller

#### Années 1980
- 1980 : Willie & Phil de Paul Mazursky : Wilson
- 1982 : Un justicier dans la ville 2 (Death Wish 2) de Michael Winner : Cutter
- 1983 : Rusty James de Francis Ford Coppola : Midget
- 1984 : Cotton Club de Francis Ford Coppola : Bumpy Rhodes
- 1985 : La Couleur pourpre (The Color Purple) de Steven Spielberg : Swain
- 1986 : À toute vitesse (Quicksilver) de Thomas Michael Donnelly : Voodoo
- 1986 : Le Mal par le mal (Band of the Hand) de Paul Michael Glaser : Cream
- 1987 : Freddy 3 - Les griffes du cauchemar (A Nightmare On Elm Street 3: Dream Warriors) de Chuck Russell : Max
- 1987 : Jardins de pierre (Gardens of Stone) de Francis Ford Coppola : Sgt. Flanagan
- 1987 : Cherry 2000 de Steve De Jarnatt : avocat de Glu Glu
- 1988 : School Daze de Spike Lee : Dap
- 1988 : Double Détente (Red Heat) de Walter Hill : Lt. Stobbs

#### Années 1990
- 1990 : The King of New York d'Abel Ferrara : Jimmy Jump
- 1990 : Cadence de Martin Sheen : Stokes
- 1991 : Affaire non classée (Class Action) de Michael Apted : Nick Holbrook
- 1991 : Boyz N the Hood de John Singleton : Furious Styles
- 1992 : Dernière Limite (Deep Cover) de Bill Duke : Russell Stevens Jr. / John Hull
- 1993 : Tina de Brian Gibson : Ike Turner
- 1993 : À la recherche de Bobby Fischer (Searching for Bobby Fischer) de Steven Zaillian : Vinnie
- 1995 : Fièvre à Columbus University (Higher Learning) de John Singleton : Professeur Maurice Phipps
- 1995 : Duo mortel (Bad Company) de Damian Harris : Nelson Crowe
- 1995 : Juste cause (Just Cause) d'Arne Glimcher: Sheriff Tanny Brown
- 1995 : Othello d'Oliver Parker : Othello
- 1996 : Liens d'acier (Fled) de Kevin Hooks : Piper
- 1997 : Event Horizon, le vaisseau de l'au-delà (Event Horizon) de Paul W. S. Anderson : Capitaine Miller
- 1997 : Les Seigneurs de Harlem (Hoodlum) de Bill Duke : Bumpy Johnson
- 1999 : Matrix des Wachowski : Morpheus

#### Années 2000
- 2000 : Once in the Life de Laurence Fishburne : 20 Mike
- 2001 : Osmosis Jones de Peter Farrelly, Bobby Farrelly : Thrax
- 2003 : Biker Boyz de Reggie Rock Bythewood : Smoke
- 2003 : Matrix Reloaded des Wachowski : Morpheus
- 2003 : Mystic River de Clint Eastwood : Whitey Powers
- 2003 : Matrix Revolutions des Wachowski : Morpheus
- 2005 : Assaut sur le central 13 (Assault on Precinct 13) de Jean-François Richet : Marion Bishop
- 2005 : Kiss Kiss Bang Bang de Shane Black : Bear in Genaros Beer Commercial
- 2006 : Akeelah de Doug Atchinson : Dr Larabee (DTV)
- 2006 : Mission impossible 3 (Mission: Impossible III) de J. J. Abrams : Theodore Brassel
- 2006 : Five Fingers de Laurence Malkin : Ahmat (DTV)
- 2006 : Bobby d'Emilio Estevez : Edward
- 2007 : TMNT : Les Tortues Ninja (TMNT) de Kevin Munroe : Narrateur
- 2007 : Kill Bobby Z de John Herzfeld : Tad Gruzsa (DTV)
- 2007 : Les Quatre Fantastiques et le Surfer d'argent (Fantastic Four: Rise of the Silver Surfer) de Tim Story : le surfeur d'argent (voix)
- 2008 : Las Vegas 21 (21) de Robert Luketic : Cole Williams
- 2008 : Days of Wrath de Celia Fox : M. Stafford
- 2009 : Blindés (Armored) de Nimród Antal : Baines
- 2009 : Black Water Transit de Tony Kaye : Jack

#### Années 2010
- 2010 : Predators de Nimród Antal : Noland
- 2011 : Contagion de Steven Soderbergh : Dr Ellis Cheever
- 2013 : The Colony de Jeff Renfroe : Briggs
- 2013 : Man of Steel de Zack Snyder : Perry White
- 2013 : Khumba d'Anthony Silverston : Seko (voix)
- 2014 : Mise à l'épreuve (Ride Along) de Tim Story : Omar
- 2014 : The Signal de William Eubank : Damon (DTV)
- 2014 : Rudderless de William H. Macy : Del (DTV)
- 2016 : Men on Fire (Standoff) d'Adam Alleca : Sade (DTV)
- 2016 : Batman v Superman : L'Aube de la justice (Batman v Superman: Dawn of Justice) de Zack Snyder : Perry White
- 2016 : Passengers de Morten Tyldum : Gus Mancuso
- 2017 : John Wick 2 (John Wick: Chapter 2) de Chad Stahelski : Bowery King
- 2017 : Last Flag Flying : La Dernière Tournée (Last Flag Flying) de Richard Linklater : Richard Mueller
- 2018 : Ant-Man et la Guêpe (Ant-Man and the Wasp) de Peyton Reed : Bill Foster
- 2018 : La Mule (The Mule) de Clint Eastwood : Carl, agent spécial de la DEA
- 2018 : Imprisoned de Paul Kampf : Daniel Calvin
- 2019 : John Wick Parabellum de Chad Stahelski : Bowery King
- 2019 : Bernadette a disparu (Where'd You Go, Bernadette) de Richard Linklater : Paul Jellinek
- 2019 : Running with the Devil de Jason Cabell : The Man

#### Années 2020
- 2021 : The Ice Road de Jonathan Hensleigh : Goldenrod
- 2021 : Under the Stadium Lights de Todd Randall : Harold Christian
- 2022 : L'École du Bien et du Mal (The School for Good and Evil) de Paul Feig : le chef de l'école
- 2022 : Le Couteau par la lame (All the Old Knives) de Janus Metz Pedersen : Vick Wallinger
- 2023 : John Wick : Chapitre 4 (John Wick: Chapter 4) de Chad Stahelski : Bowery King
- 2024 : Megalopolis de Francis Ford Coppola : Fundi Romaine et le narrateur
- 2024 : Transformers : Le Commencement (Transformers One) de Josh Cooley : Alpha Trion (voix)
- 2024 : Slingshot de Mikael Håfström : Capitaine Franks
- 2025 : The Amateur de James Hawes (en) : Robert Henderson

### Télévision

#### Téléfilms
- 1972 : If You Give a Dance, You Gotta Pay the Band
- 1980 : The Six O'Clock Follies : Robby Robinson
- 1980 : Rumeurs de guerre : Lightbulb
- 1981 : Trapper John, M.D. : Hobie
- 1983 : I Take These Men : Hank Johnson
- 1983 : American Playhouse : Jimbo Collins
- 1984 : Cotton Club: Bumpy Rhodes
- 1987 : Spenser : David Mukende
- 1988 : Christmas at Pee Wee's Playhouse : Cowboy Curtis
- 1990 : The Civil War : Divers / Samuel Jess / Sgt. Louis Douglas
- 1990 : Decoration Day : Michael Waring, DOD Man
- 1991 : American Experience : Martin Delany
- 1993 : Tribeca : Martin
- 1995 : Pilotes de choix : Hannibal Lee
- 1996 : Before Your Eyes : le narrateur
- 1997 : La Couleur du sang : Caleb Humphries
- 1998 : La rage de survivre : Socrates Fortlow
- 2003 : Decoded: The Making of 'The Matrix Reloaded'
- 2011 : Thurgood : Thurgood Marshall
- 2011 : Have a Little Faith : Henry Covington
- 2016 : Pee-wee's Big Holiday : Cowboy Curtis

#### Séries télévisées
- 1982 : M.A.S.H. : Corporal Dorsey
- 1982 : Strike Force (en) : F. T.
- 1986 : Capitaine Furillo : Maurice Haynes
- 1986 : Deux flics à Miami : gardien de prison Keller
- 1986-1990 : Pee-wee's Playhouse : Cowboy Curtis
- 1989 : Equalizer : Casey Taylor
- 1995 : Sliders : Homme dans le coma
- 2008-2011 : Franchise Les Experts (CSI: Crime Scene Investigation) : Dr Raymond Langston
- 2013-2015 : Hannibal : Jack Crawford
- 2014 - .... : Black-ish (série télévisée) : Earl Johnson « Pops » / Bippy Barnes
- 2016 : Racines : Alex Haley
- 2017 : Madiba (mini-série en 6 parties) : Nelson Mandela
- 2019 - 2021 : Grown-ish (série télévisée) : Earl Johnson (3 épisodes)
- 2023 : What If...? : Dr Bill Foster (saison 2)
- 2024 : Clipped (mini-série) : Doc Rivers
- 2025 : The Witcher : Emiel Régis Rohellec Terzieff-Godefroy

### Jeux vidéo
- 2003 : Enter the Matrix : Morpheus
- 2005 : The Matrix Online : Morpheus
- 2005 : True Crime: New York City : Isaiah Reed
- 2009 : Les Experts : Préméditation : Dr Raymond Langston
- 2009 : The Matrix: Path of Neo : Morpheus
- 2010 : Les Experts : Complot à Las Vegas : Dr Raymond Langston
- 2022 : MacGruber : Général Barrett Fasoose

### Réalisateur
- 2000 : Once in the Life d'après sa pièce Riff-Raff (également producteur)

## Distinctions

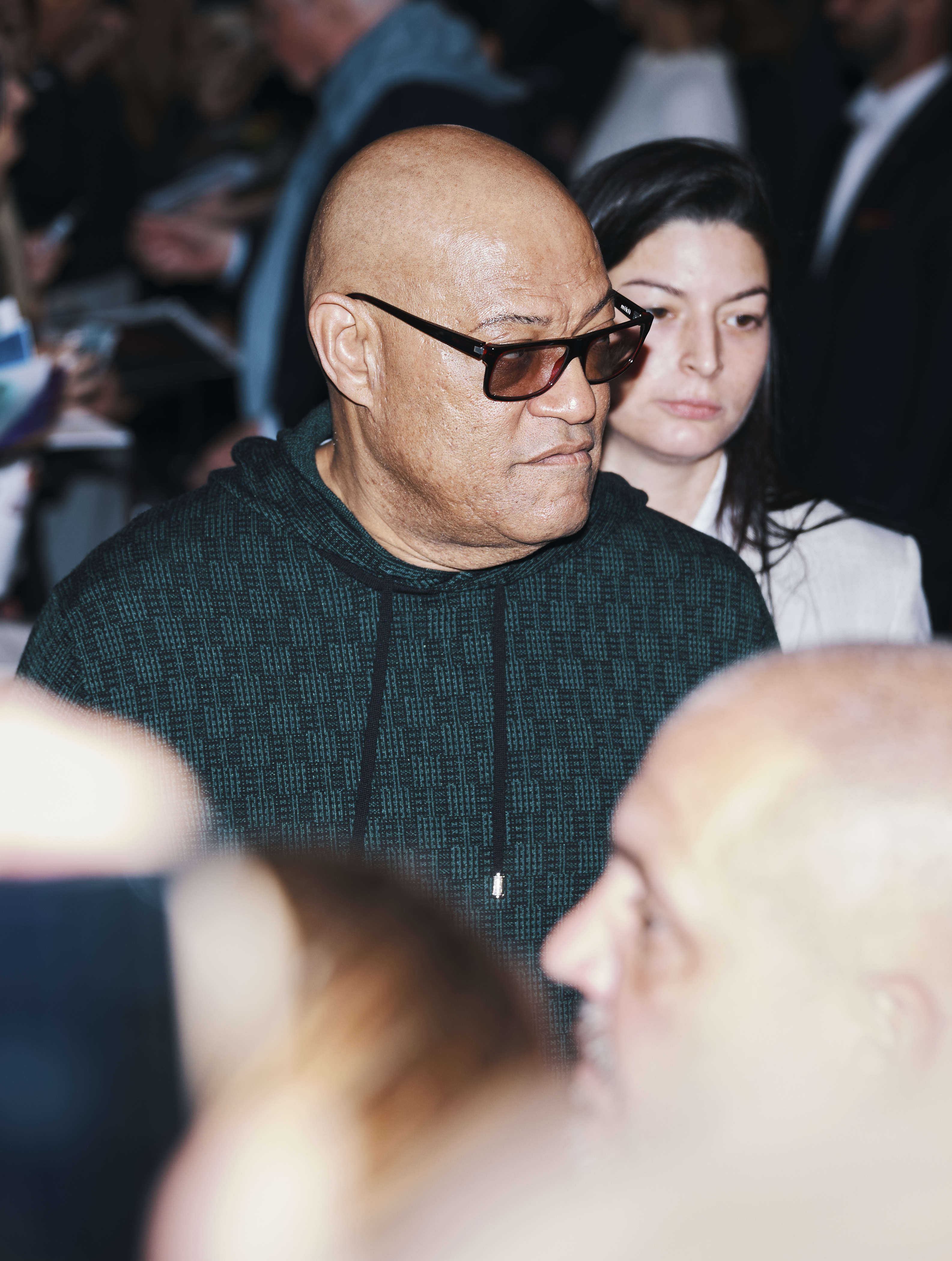
Laurence Fishburne au Festival de Cannes 2024

### Récompenses
- 46e cérémonie des Tony Awards 1992 : Meilleur acteur dans une pièce pour Two Trains Running (1991).
- Primetime Emmy Awards 1993 : Meilleur acteur invité dans une série télévisée dramatique pour Tribeca
- 1996 : NAACP Image Awards du meilleur acteur dans un téléfilm ou mini-série au pour Pilotes de choix
- 1996 : NAACP Image Awards du meilleur acteur dans un second rôle pour Fièvre à Columbus University
- Primetime Emmy Awards 1997 : Meilleur téléfilm pour La Couleur du sang partagé avec Robert Benedetti (Producteur délégué), Kern Konwiser (Coproducteur), Peter Stelzer (Coproducteur), Derek Kavanagh (Producteur) et Kip Konwiser (Producteur).
- 1997 : CableACE Awards du meilleur téléfilm pour La Couleur du sang partagé avec Robert Benedetti (Producteur délégué), Derek Kavanagh (Producteur), Kip Konwiser (Producteur), Kern Konwiser (Coproducteur) et Peter Stelzer.
- 1998 : NAACP Image Awards du meilleur acteur dans un téléfilm ou mini-série pour La Couleur du sang
- 1998 : Producers Guild of America Awards du meilleur téléfilm pour La Couleur du sang partagé avec Robert Benedetti, Derek Kavanagh, Kip Konwiser, Kern Konwiser et Peter Stelzer.
- 2000 : Blockbuster Entertainment Awards de l'acteur préféré dans un second rôle pour Matrix
- 2000 : MTV Movie + TV Awards du meilleur combat pour Matrix partagé avec Keanu Reeves.
- Festival international du film de Chicago 2000 : Prix pour l'ensemble de sa carrière.
- Boston Society of Film Critics Awards 2003 : Meilleure distribution pour Mystic River partagé avec Kevin Bacon, Marcia Gay Harden, Laura Linney, Sean Penn et Tim Robbins.
- 2006 : Black Movie Awards du meilleur acteur dans un second rôle pour Akeelah
- 2006 : Black Movie Awards du meilleur film pour Akeelah partagé avec Sidney Ganis, Nancy Hult Ganis, Dan Llewellyn et Michael Romersa.
- 2006 : Hollywood Film Awards de la meilleure distribution de l'année pour Bobby partagé avec Harry Belafonte, Joy Bryant, Nick Cannon, Emilio Estevez, Brian Geraghty, Heather Graham, Anthony Hopkins, Helen Hunt, Joshua Jackson, David Krumholtz, Ashton Kutcher, Shia LaBeouf, Lindsay Lohan, William H. Macy, Svetlana Metkina, Demi Moore, Freddy Rodríguez, Martin Sheen, Christian Slater, Sharon Stone, Jacob Vargas, Mary Elizabeth Winstead et Elijah Wood.
- Phoenix Film Festival 2006 : Prix Copper Wing Tribute.
- ShoWest Convention 2006 : Prix de l'acteur le plus distingué de l'année dans le cinéma.
- 2008 : ShoWest Convention du meilleur acteur pour Las Vegas 21 partagé avec Jim Sturgess, Kevin Spacey, Kate Bosworth, Aaron Yoo, Liza Lapira, Jacob Pitts et Josh Gad.
- Festival du film de Zurich 2008 : Prix pour l'ensemble de sa carrière.
- 2012 : NAACP Image Awards du meilleur acteur dans un téléfilm ou mini-série pour Thurgood
- 2015 : NAACP Image Awards du meilleur acteur dans un second rôle dans une série télévisée comique pour Black-ish
- Saturn Awards 2015 : Meilleur acteur de télévision dans un second rôle dans une série télévisée dramatique pour Hannibal
- 2017 : NAACP Image Awards du meilleur acteur dans un second rôle dans une série série télévisée comique pour Black-ish
- 2017 : African-American Film Critics Association Awards du meilleur acteur dans un second rôle pour Last Flag Flying : La Dernière Tournée
- 44e cérémonie des Daytime Emmy Awards 2017 : Meilleur programme pour enfants pour The Snowy Day partagé avec Ann Austen (Producteur délégué), Deborah Pope (Producteur délégué), Irene Sherman (Producteur délégué), Helen Sugland (Producteur délégué), Chris White[Lequel ?] (Producteur délégué), Jamie Badminton (Producteur) et Tom Jordan (Producteur).

### Nominations
- 1991 : Awards Circuit Community Awards du meilleur acteur dans un second rôle dans un drame pour Boyz N the Hood (1991).
- 4e cérémonie des Chicago Film Critics Association Awards 1992 : Meilleur acteur dans un second rôle dans un drame pour Boyz N the Hood (1991).
- 1993 : Film Independent's Spirit Awards du meilleur acteur principal dans un thriller d’action pour Dernière limite (1992).
- 6e cérémonie des Chicago Film Critics Association Awards 1994 : Meilleur acteur dans un drame biographique pour Tina (1993).
- 66e cérémonie des Oscars 1994 : Meilleur acteur dans un drame biographique pour Tina (1993).
- 1995 : NAACP Image Awards du meilleur acteur dans un drame biographique pour Tina (1993).
- 1996 : CableACE Awards du meilleur acteur dans une mini-série ou un téléfilm pour Pilotes de choix (The Tuskegee Airmen) (1995).
- 53e cérémonie des Golden Globes 1996 : Meilleur acteur dans une mini-série ou un téléfilm pour Pilotes de choix (The Tuskegee Airmen) (1995).
- 1996 : NAACP Image Awards du meilleur acteur principal dans un drame romantique pour Othello (1995).
- Primetime Emmy Awards 1996 : Meilleur acteur dans une mini-série ou un téléfilm pour Pilotes de choix (The Tuskegee Airmen) (1995).
- 2e cérémonie des Screen Actors Guild Awards 1996 : Meilleur acteur dans un téléfilm ou dans une minisérie pour Pilotes de choix (The Tuskegee Airmen) (1995).
- Primetime Emmy Awards 1997 : Meilleur acteur dans une mini-série ou un téléfilm pour La Couleur du sang (1997).
- 1998 : Acapulco Black Film Festival du meilleur acteur dans un drame pour Les Seigneurs de Harlem(2017).
- 1998 : NAACP Image Awards du meilleur acteur principal dans un drame pour Les Seigneurs de Harlem (1997).
- 1999 : NAACP Image Awards du meilleur acteur dans un téléfilm pour La Rage de survivre (1998).
- 3e cérémonie des Satellite Awards 1999 : Meilleur acteur dans une mini-série ou un téléfilm pour La Rage de survivre (1998).
- 2000 : Black Reel Awards du meilleur acteur dans un film de science-fiction pour Matrix (1999).
- 2000 : NAACP Image Awards du meilleur acteur dans un film de science-fiction pour Matrix (1999).
- 2000 : Black Reel Awards du meilleur duo Keanu Reeves dans un film de science-fiction pour Matrix (1999).
- 26e cérémonie des Saturn Awards 2000 : Meilleur acteur dans un second rôle dans un film de science-fiction pour Matrix (1999).
- 2003 : Awards Circuit Community Awards de la meilleure distribution dans un drame pour Mystic River (2003) partagé avec Kevin Bacon, Marcia Gay Harden, Laura Linney, Tom Guiry (en), Emmy Rossum, Sean Penn et Tim Robbins.
- 2004 : BET Awards du meilleur acteur dans un drame pour Mystic River (2003), dans un film de science-fiction pour Matrix Reloaded (2003) et dans un film de science-fiction pour Matrix Revolutions (2003).
- 2004 : Gold Derby Awards de la meilleure distribution dans un drame pour Mystic River (2003) partagé avec Kevin Bacon, Marcia Gay Harden, Laura Linney, Sean Penn et Tim Robbins.
- 2004 : NAACP Image Awards du meilleur acteur dans un film de science-fiction pour Matrix Revolutions (2003).
- 10e cérémonie des Screen Actors Guild Awards 2004 : Meilleure distribution dans un drame pour Mystic River (2003) partagé avec Kevin Bacon, Marcia Gay Harden, Laura Linney, Sean Penn et Tim Robbins.
- 2006 : NAACP Image Awards du meilleur acteur dans un drame action pour Assaut sur le central 13 (2005).
- 2006 : NAVGTR Awards de la meilleure performance dans un second rôle dans un drame pour True Crime: New York City (2005).
- 2007 : Black Reel Awards du meilleur acteur dans un second rôle dans un drame familial pour Akeelah (2006).
- 2007 : Black Reel Awards du meilleur acteur dans un second rôle dans un drame familial pour Akeelah (2006) partagé avec Sidney Ganis, Nancy Hult Ganis, Danny Llewelyn et Michael Romersa.
- 12e cérémonie des Critics' Choice Movie Awards 2007 : Meilleure distribution dans un drame biographique pour Bobby (2006) partagé avec Harry Belafonte, Joy Bryant, Nick Cannon, Emilio Estevez, Brian Geraghty, Heather Graham, Anthony Hopkins, Helen Hunt, Joshua Jackson, David Krumholtz, Ashton Kutcher, Shia LaBeouf, Lindsay Lohan, William H. Macy, Svetlana Metkina, Demi Moore, Freddy Rodríguez, Martin Sheen, Christian Slater, Sharon Stone, Jacob Vargas, Mary Elizabeth Winstead et Elijah Wood.
- 2007 : NAACP Image Awards du meilleur acteur dans un drame familial pour Akeelah (2006).
- 13e cérémonie des Screen Actors Guild Awards 2007 : Meilleure distribution dans un drame biographique pour Bobby (2006) partagé avec Harry Belafonte, Joy Bryant, Nick Cannon, Emilio Estevez, Brian Geraghty, Heather Graham, Anthony Hopkins, Helen Hunt, Joshua Jackson, David Krumholtz, Ashton Kutcher, Shia LaBeouf, Lindsay Lohan, William H. Macy, Svetlana Metkina, Demi Moore, Freddy Rodríguez, Martin Sheen, Christian Slater, Sharon Stone, Jacob Vargas, Mary Elizabeth Winstead et Elijah Wood.
- 2009 : NAACP Image Awards du meilleur acteur dans un second rôle dans une série télévisée dramatique pour Les Experts (2008-2011).
- 2010 : NAACP Image Awards du meilleur acteur dans une série télévisée dramatique pour Les Experts (2008-2011).
- 2011 : Black Reel Awards du meilleur acteur dans un second rôle dans un film de science-fiction pour Predators (2011).
- 2011 : NAACP Image Awards du meilleur acteur dans une série télévisée dramatique pour Les Experts (2008-2011).
- 12e cérémonie des Phoenix Film Critics Society Awards 2011 : Meilleure distribution dans un drame de science-fiction pour Contagion (2011) partagé avec Gwyneth Paltrow, Kate Winslet, Jude Law, Marion Cotillard, Sanaa Lathan, Matt Damon, John Hawkes, Bryan Cranston et Jennifer Ehle.
- 63e cérémonie des Primetime Emmy Awards 2011 : Meilleur acteur dans une mini-série ou un téléfilm pour Thurgood (2011).
- 16e cérémonie des Satellite Awards 2011 : Meilleur acteur dans une mini-série ou un téléfilm pour Thurgood (2011).
- 2012 : Black Reel Awards du meilleur acteur dans un téléfilm ou mini-série pour Thurgood (2011).
- 2012 : Black Reel Awards du meilleur acteur dans un second rôle dans un drame de science-fiction pour Contagion (2011)
- 2012 : NAACP Image Awards du meilleur acteur dans un drame de science-fiction pour Contagion (2011)
- 2012 : MovieGuide Awards du meilleur acteur dans un téléfilm pour Have a Little Faith (2011).
- 18e cérémonie des Screen Actors Guild Awards 2012 : Meilleur acteur dans un téléfilm ou dans une minisérie pour Thurgood (2011).
- 2014 : BloodGuts UK Horror Awards du meilleur acteur dans un thriller de science-fiction pour The Signal (2014).
- 2015 : NAACP Image Awards du meilleur acteur dans un second rôle dans une série télévisée comique pour Black-ish (2014).
- 41e cérémonie des People's Choice Awards 2015 : Meilleur acteur dans une nouvelle série télévisée comique pour Black-ish (2014).
- 2016 : NAACP Image Awards du meilleur acteur dans un second rôle dans une série télévisée comique pour Black-ish (2014).
- 2016 : Online Film & Television Association Awards de la meilleure performance vocale dans une série télévisée dramatique pour Racines (2016).
- 68e cérémonie des Primetime Emmy Awards 2016 : Meilleure série comique pour Black-ish (2014) partagé avec Kenya Barris (en) (Producteur délégué), Jonathan Groff (Producteur délégué), Anthony Anderson (Producteur délégué), E. Brian Dobbins (Producteur délégué), Helen Sugland (Producteur délégué), Gail Lerner (Coproducteur délégué), Vijal Patel (Coproducteur délégué), Corey Nickerson (Coproducteur délégué), Courtney Lilly (Coproducteur délégué), Lindsey Shockley (Producteur superviseur), Peter Saji (Producteur superviseur), Jenifer Rice-Genzuk (Producteur superviseur), Hale Rothstein (Producteur superviseur) et Michael Petok (Producteur).
- 68e cérémonie des Primetime Emmy Awards 2016 : Meilleur narrateur dans une série série télévisée comique pour Black-ish (2014).
- 2017 : AARP Movies for Grownups Awards du meilleur acteur dans un second rôle dans un drame de guerre pour Last Flag Flying : La Dernière Tournée (2017).
- 2017 : Black Reel Awards for Television de la meilleure série télévisée comique pour Black-ish (2014) partagé avec Lindsey Shockley, Peter Saji, Anthony Anderson, Kenya Barris (en) et Corey Nickerson.
- 2017 : Black Reel Awards for Television du meilleur acteur dans un second rôle dans une série télévisée comique pour Black-ish (2014).
- 2017 : Black Reel Awards for Television du meilleur acteur dans une mini-série où un téléfilm pour Madiba (2016).
- 69e cérémonie des Primetime Emmy Awards 2017 : Meilleure série comique pour Black-ish (2014) partagé avec Jonathan Groff (Producteur délégué), Kenya Barris (en) (Producteur délégué), Anthony Anderson (Producteur délégué), Helen Sugland (Producteur délégué), E. Brian Dobbins (Producteur délégué), Corey Nickerson (Producteur délégué), Gail Lerner (Coproducteur délégué), Courtney Lilly (Coproducteur délégué), Jenifer Rice-Genzuk (Coproducteur délégué), Hale Rothstein (Coproducteur délégué), Kenny Smith Jr. (Coproducteur délégué), Laura Gutin (Coproducteur délégué), Vijal Patel (Coproducteur délégué), Emily Halpern (Coproducteur délégué), Sarah Haskins (Coproducteur délégué), Lindsey Shockley (Producteur superviseur), Peter Saji (Producteur superviseur) et Michael Petok (Producteur).
- 69e cérémonie des Primetime Emmy Awards 2017 : Meilleure série comique pour Black-ish (2014) partagé avec Jonathan Groff (Producteur délégué), Kenya Barris (en) (Producteur délégué), Anthony Anderson (Producteur délégué), Helen Sugland (Producteur délégué), E. Brian Dobbins (Producteur délégué), Corey Nickerson (Producteur délégué), Gail Lerner (Coproducteur délégué), Courtney Lilly (Coproducteur délégué), Jenifer Rice-Genzuk (Coproducteur délégué), Hale Rothstein (Coproducteur délégué), Kenny Smith Jr. (Coproducteur délégué), Laura Gutin (Coproducteur délégué), Vijal Patel (Coproducteur délégué), Emily Halpern (Coproducteur délégué), Sarah Haskins (Coproducteur délégué), Lindsey Shockley (Producteur superviseur), Peter Saji (Producteur superviseur) et Michael Petok (Producteur).
- 69e cérémonie des Primetime Emmy Awards 2017 : Meilleur narrateur dans une série série télévisée comique pour Black-ish (2014).
- 2017 : Producers Guild of America Awards du meilleur  Producteur dans une série télévisée comique pour Black-ish (2014) partagé avec Kenya Barris (en), Jonathan Groff, Anthony Anderson, Helen Sugland, E. Brian Dobbins, Vijal Patel, Gail Lerner, Corey Nickerson, Courtney Lilly, Lindsey Shockley, Peter Saji, Jenifer Rice-Genzuk, Hale Rothstein, Michael Petok et Yvette Lee Bowser.
- 23e cérémonie des Screen Actors Guild Awards 2017 : Meilleure distribution pour une série comique pour Black-ish (2014) partagé avec Anthony Anderson, Miles Brown, Deon Cole, Jenifer Lewis, Peter Mackenzie, Marsai Martin, Jeff Meacham, Tracee Ellis Ross, Marcus Scribner ET Yara Shahidi.
- 2018 : Black Reel Awards du meilleur acteur dans un second rôle dans un drame de guerre pour Last Flag Flying : La Dernière Tournée (2017).
- 2018 : Black Reel Awards for Television de la meilleure série télévisée comique pour Black-ish (2014) partagé avec Anthony Anderson, Kenya Barris (en), E. Brian Dobbins, Jonathan Groff, Corey Nickerson, Helen Sugland, Stacy Traub, Jamie Pedroza et Heidi McGowen.
- 2018 : Black Reel Awards for Television du meilleur acteur dans un second rôle dans une série télévisée comique pour Black-ish (2014).
- 2018 : Black Reel Awards for Television de la meilleure série comique pour Grown-ish (2018) partagé avec Anthony Anderson, Kenya Barris (en), Julie Bean, E. Brian Dobbins, Helen Sugland, Jamie Pedroza et Tom Ragazzo.
- 2018 : NAACP Image Awards du meilleur acteur dans une mini-série où un téléfilm pour Madiba (2016).
- 2018 : NAACP Image Awards du meilleur acteur dans un second rôle dans un drame de guerre pour Last Flag Flying : La Dernière Tournée (2017).
- 70e cérémonie des Primetime Emmy Awards 2018 : Meilleure série comique pour Black-ish (2014) partagé avec Kenya Barris (en) (Producteur délégué), Anthony Anderson (Producteur délégué), Helen Sugland (Producteur délégué), E. Brian Dobbins (Producteur délégué), Jonathan Groff (Producteur délégué), Corey Nickerson (Producteur délégué), Stacy Traub (Producteur délégué), Gail Lerner (Coproducteur délégué), Courtney Lilly (Coproducteur délégué), Jenifer Rice-Genzuk (Coproducteur délégué), Laura Gutin (Coproducteur délégué), Lindsey Shockley (Coproducteur délégué), Peter Saji (Coproducteur délégué), Sam Laybourne (Coproducteur délégué), Christian Lander (Coproducteur délégué) et Michael Petok (Producteur).
- 24e cérémonie des Screen Actors Guild Awards 2018 : Meilleure distribution pour une série comique pour Black-ish (2014) partagé avec Anthony Anderson, Miles Brown, Deon Cole, Jenifer Lewis, Peter Mackenzie, Marsai Martin, Jeff Meacham, Tracee Ellis Ross, Marcus Scribner ET Yara Shahidi.
- 2019 : NAACP Image Awards du meilleur acteur dans un second rôle dans une série télévisée comique pour Black-ish (2014).
- 2019 : NAACP Image Awards de la meilleure distribution dans une série télévisée comique pour Black-ish (2014) partagé avec Jay Ellis, John David Washington, Marcus Scribner ET Tituss Burgess.

## Voix francophones
À ses débuts et avant les années 2000, plusieurs comédiens se sont succédé pour le doubler en France. Med Hondo l'a doublé, à cinq reprises, entre 1984 et 1993 dans  Cotton Club, Le Mal par le mal, The King of New York, Boyz N the Hood et Tina, Emmanuel Jacomy l'a doublé dans Cadence en 1990 et Pilotes de choix en 1995, Jacques Martial l'a doublé deux fois en 1995 dans Juste Cause et Fièvre à Columbus University. Il avait également été doublé par José Luccioni dans Un justicier dans la ville 2, Bachir Touré dans Rusty James, Robert Liensol dans Les Griffes du cauchemar, Benoît Allemane dans Affaire non classée, Bruno Dubernat dans Dernière limite et Sady Rebbot dans À la recherche de Bobby Fischer. À noter que Christophe Lemoine l'a doublé dans le redoublage de Apocalypse Now Redux.
Parmi ses voix régulières, Pascal Renwick l'a doublé à neuf reprises entre 1985 et 2005, soit 1 an avant son décès tandis que Thierry Desroses l'a doublé entre 1995 et 1997 dans Duo mortel, Liens d'acier, Event Horizon, le vaisseau de l'au-delà et Les Seigneurs de Harlem, puis de manière occasionnelle, en 2007 dans Kill Bobby Z, en 2010 dans Predators, en 2015 dans Men of Fire ,en 2017 dans Madiba et en 2024 dans Transformers : Le Commencement.
À partir de 2003 et le film Mystic River, Paul Borne, est devenu sa voix régulière, le doublant dans presque toutes ses apparitions. Il ne se sera remplacé qu'à quelques reprises, outre Renwick et Desroses cités plus haut, Jean-Michel Martial l'a doublé dans Bobby, Robert Guilmard dans Black-ish, Olivier Peissel dans Running with the Devil. Quant à Saïd Amadis, il l'a doublé dans les films John Wick ainsi que dans The Ice Road. Si Paul Borne le double dans la version télévisuelle de Akeelah, Jean-Michel Vovk l'a doublé dans la version cinéma,. Enfin, Martin Spinhayer lui a prêté sa voix dans Rudderless.
Au Québec, l'acteur est régulièrement doublé par Éric Gaudry. Guy Nadon l'a également doublé à cinq reprises dans 21, L'homme d'acier, Batman v Superman : L'Aube de la justice, Passagers et John Wick : Chapitre 3 - Parabellum. Il a également été doublé par Jean-Marie Moncelet dans  Fuir et Bobby, Benoît Rousseau dans Ant-Man et la Guêpe et Bernadette a disparu, Jean Galtier dans L'Agent double, Denis Roy dans L'Assaut du poste 13 et Patrick Chouinard dans Contagion.
Versions françaises
- Paul Borne dans Mystic River, Mission impossible 3, Las Vegas 21, les séries Les Experts, Contagion, Hannibal, films DC Comics, Racines, Ant-Man et la Guêpe, La Mule , etc.
- Pascal Renwick (*1954 - 2006) dans La Couleur pourpre, Double Détente, La Couleur du sang, La Rage de survivre, trilogie Matrix, Biker Boyz, Assaut sur le central 13

Versions québécoises
- Éric Gaudry dans Scorpion Noir, Osmosis Jones, Les mots d'Akeelah, Échec et Mort, Bobby Z, Les Prédateurs, La colonie, John Wick : Chapitre 2, La Mule[14], etc.